# Färjestad BK
Färjestad BK – szwedzki klub hokejowy z siedzibą w Karlstad, występujący w rozgrywkach SHL.

## Sukcesy

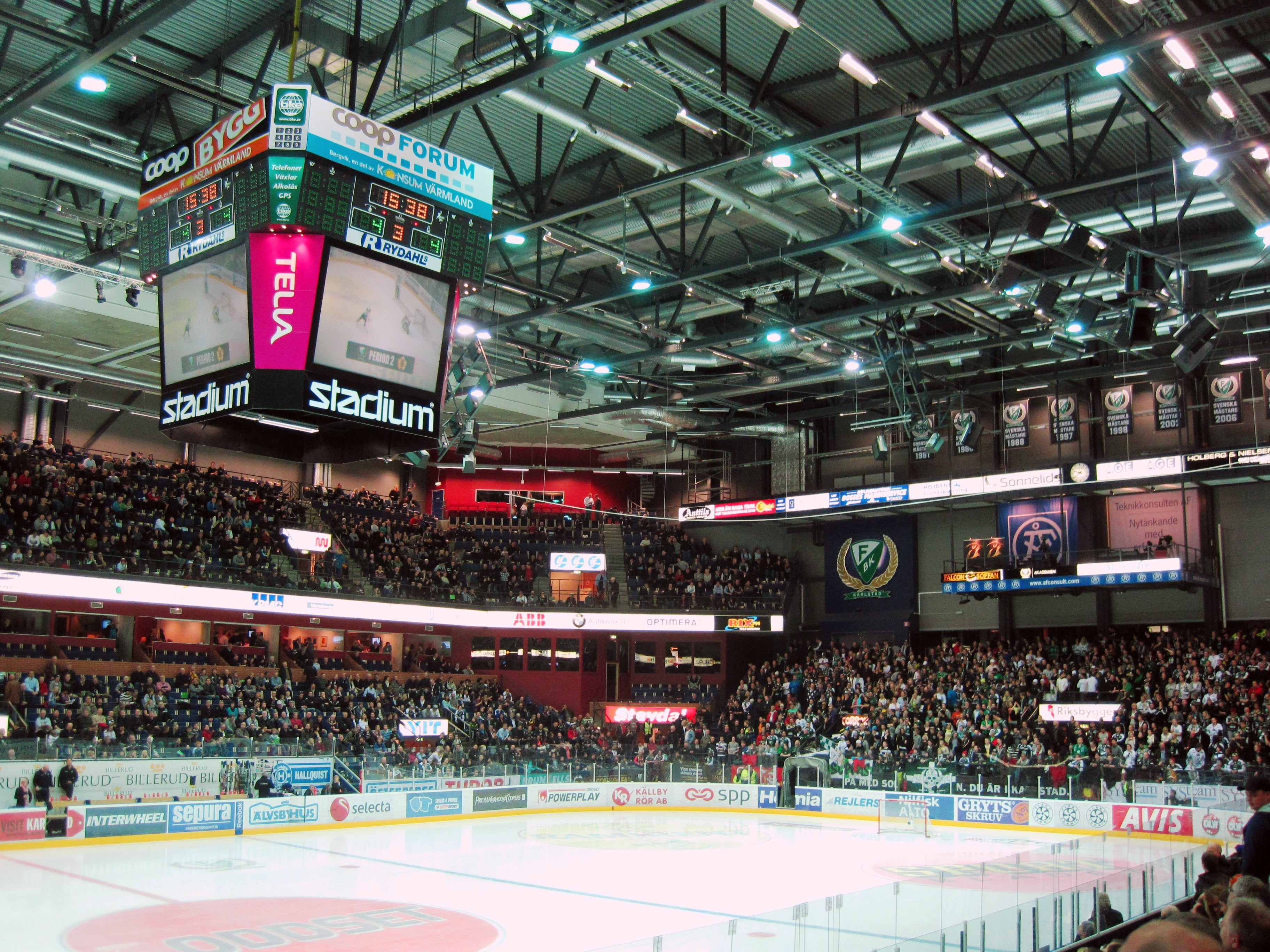
Löfbergs Arena

Klub zalicza się do najlepszych w Szwecji. W tzw. "tabeli wszech czasów" znajduje się na pierwszym miejscu. W dotychczasowej historii Färjestads BK zdobywał 9 razy mistrzostwo Szwecji, poza tym 17 razy występował w finale rozgrywek. 
- Złoty medal mistrzostw Szwecji (10 razy): 1981, 1986, 1988, 1997, 1998, 2002, 2006, 2009, 2011, 2022
- Srebrny medal mistrzostw Szwecji (11 razy): 1976, 1977, 1983, 1987, 1990, 1991, 2001, 2003, 2004, 2005, 2014
- Puchar Spenglera (2 razy): 1993, 1994
- Puchar European Trophy: 2006
- Finał European Trophy: 2012, 2013

## Zawodnicy
Zastrzeżone numery
- 2 – Tommy Samuelsson
- 5 – Håkan Loob
- 9 – Thomas Rundqvist i Ulf Sterner
- 21 – Jörgen Jönsson